# Colonia Morelos de Guadalupe de Rivera
Colonia Morelos de Guadalupe de Rivera är en ort i Mexiko.   Den ligger i kommunen Irapuato och delstaten Guanajuato, i den centrala delen av landet, 270 km nordväst om huvudstaden Mexico City. Colonia Morelos de Guadalupe de Rivera ligger 1 734 meter över havet och antalet invånare är 1 144.
Terrängen runt Colonia Morelos de Guadalupe de Rivera är en högslätt. Runt Colonia Morelos de Guadalupe de Rivera är det ganska tätbefolkat, med 199 invånare per kvadratkilometer. Närmaste större samhälle är Irapuato, 13,1 km nordost om Colonia Morelos de Guadalupe de Rivera. Trakten runt Colonia Morelos de Guadalupe de Rivera består till största delen av jordbruksmark.